# Roko Šimić
Roko Šimić (Milán, Italia, 10 de septiembre de 2003) es un futbolista croata que juega como delantero en el Karlsruher S. C. de la 2. Bundesliga.

## Trayectoria
Debutó con el N. K. Lokomotiva el 16 de agosto de 2020 en la derrota por 6-0 en la liga ante el G. N. K. Dinamo Zagreb, siendo sustituido por Indrit Tuci en el minuto 66. El entrenador Goran Tomić le dio una oportunidad debido a la falta de profundidad de la plantilla del club. Durante la temporada, marcada por la lucha del Lokomotiva por conservar la categoría de primera división, disputó 26 partidos y marcó cuatro goles. Marcó su gol de debut con el Lokomotiva el 7 de octubre de 2020, en la victoria por 3-2 sobre el NK Gaj Mače en la Copa de Croacia. Su debut en la liga se produjo el 21 de abril de 2021, cuando marcó un doblete en la victoria por 4-0 contra el NK Varaždin.
Los primeros rumores de que el Red Bull Salzburgo lo estaba siguiendo aparecieron en abril de 2021 en Kleine Zeitung. Firmó un contrato de tres años con el club austríaco el 17 de julio de 2021. Con un ingreso de 4 millones de euros, es el traspaso más caro del Lokomotiva superando el de Ivo Grbić al Atlético de Madrid. A pesar del plan inicial de dejarlo en el Lokomotiva en calidad de cedido durante media temporada, se trasladó inmediatamente a Austria y se incorporó al club filial del Salzburgo, el F. C. Liefering. Debutó con el F. C. Liefering el 30 de julio de 2021, siendo sustituido por Dijon Kameri en el minuto 46, y marcó su primer gol en un minuto en la victoria por 2-1 sobre el SKN St. Pölten. El 10 de octubre amplió su contrato con el Salzburgo hasta 2025, tras impresionar a los directivos del club al marcar seis goles en nueve partidos de liga y dos goles en dos partidos de la Liga Juvenil. El 20 de octubre de 2021 debutó con el Red Bull Salzburgo en la Liga de Campeones, sustituyendo a Noah Okafor en el minuto 87 de la victoria por 3-1 ante el VfL Wolfsburgo. Cuatro días después, debutó en la liga con el Salzburgo, sustituyendo a Karim Adeyemi en el minuto 87 de la victoria por 4-1 sobre el SK Sturm Graz. Durante el camino del Salzburgo hacia la final de la Liga Juvenil de la UEFA, aportó siete goles y tres asistencias, lo que le convirtió en el máximo goleador de la competición junto con Mads Hansen y Aral Şimşir.
En enero de 2023 fue cedido al F. C. Zürich hasta final de temporada.

## Vida personal
Es hijo del exfutbolista Dario Šimić y de su esposa Jelena Medić, y nació en Milán durante la etapa de su padre en el A. C. Milan. Tiene tres hermanos: Viktor, Nikolas y David, este último con síndrome de Down. También es sobrino de Josip Šimić, pariente lejano del haiduque herzegovino Andrijica Šimić, y el padrino de confirmación de Lukas Kačavenda.

## Estadísticas

### Clubes
Actualizado al último partido disputado el 3 de noviembre de 2024.
| Club                         | Div.          | Temporada     | Liga  | Liga  | Liga   | Copas nacionales | Copas nacionales | Copas nacionales | Copas internacionales | Copas internacionales | Copas internacionales | Total | Total | Total  |
| Club                         | Div.          | Temporada     | Part. | Goles | Asist. | Part.            | Goles            | Asist.           | Part.                 | Goles                 | Asist.                | Part. | Goles | Asist. |
| ---------------------------- | ------------- | ------------- | ----- | ----- | ------ | ---------------- | ---------------- | ---------------- | --------------------- | --------------------- | --------------------- | ----- | ----- | ------ |
| N. K. Lokomotiva · Croacia   | 1.ª           | 2020-21       | 25    | 3     | 0      | 1                | 1                | 0                | —                     | —                     | —                     | 26    | 4     | 0      |
| N. K. Lokomotiva · Croacia   | Total club    | Total club    | 25    | 3     | 0      | 1                | 1                | 0                | 0                     | 0                     | 0                     | 26    | 4     | 0      |
| F. C. Liefering · Austria    | 2.ª           | 2021-22       | 24    | 19    | 3      | —                | —                | —                | —                     | —                     | —                     | 24    | 19    | 3      |
| F. C. Liefering · Austria    | Total club    | Total club    | 24    | 19    | 3      | 0                | 0                | 0                | 0                     | 0                     | 0                     | 24    | 19    | 3      |
| Red Bull Salzburgo · Austria | 1.ª           | 2021-22       | 1     | 0     | 0      | 1                | 0                | 0                | 1                     | 0                     | 0                     | 3     | 0     | 0      |
| Red Bull Salzburgo · Austria | 1.ª           | 2022-23       | 9     | 0     | 1      | 2                | 1                | 0                | 2                     | 0                     | 0                     | 13    | 1     | 1      |
| F. C. Zürich · Suiza         | 1.ª           | 2022-23       | 16    | 4     | 1      | —                | —                | —                | —                     | —                     | —                     | 16    | 4     | 1      |
| F. C. Zürich · Suiza         | Total club    | Total club    | 16    | 4     | 1      | 0                | 0                | 0                | 0                     | 0                     | 0                     | 16    | 4     | 1      |
| Red Bull Salzburgo · Austria | 1.ª           | 2023-24       | 28    | 5     | 1      | 4                | 0                | 0                | 6                     | 1                     | 1                     | 39    | 6     | 2      |
| Red Bull Salzburgo · Austria | Total club    | Total club    | 38    | 5     | 2      | 7                | 1                | 0                | 10                    | 1                     | 1                     | 55    | 7     | 3      |
| K. V. Kortrijk · Bélgica     | 1.ª           | 2024-25       | 4     | 0     | 0      | 0                | 0                | 0                | —                     | —                     | —                     | 4     | 0     | 0      |
| K. V. Kortrijk · Bélgica     | Total club    | Total club    | 29    | 3     | 0      | 1                | 1                | 0                | 0                     | 0                     | 0                     | 30    | 4     | 0      |
| Total carrera                | Total carrera | Total carrera | 107   | 31    | 6      | 8                | 2                | 0                | 10                    | 1                     | 1                     | 125   | 34    | 7      |